# Zubivka, Mirhorod
Zubivka (în ucraineană Зубівка) este localitatea de reședință a comunei Zubivka din raionul Mirhorod, regiunea Poltava, Ucraina. În secolul al XIX-lea, satul făcea parte din volostul omonim din uezdul Mirhorod.

## Demografie
Componența lingvistică a localității Zubivka
     Ucraineană (98,2%)
     Rusă (1,7%)
Conform recensământului din 2001, majoritatea populației localității Zubivka era vorbitoare de ucraineană (98,2%), existând în minoritate și vorbitori de rusă (1,7%).